# Parque Nacional Dorob
El Parque Nacional Dorob ("tierra firme") es una zona protegida en Erongo, a lo largo de la costa central de Namibia, que tiene una longitud de 1600 km (990 mi). Fue declarado parque nacional en virtud de la Ordenanza de conservación de la naturaleza No. 4 de 1975 el 1 de diciembre de 2010 y, junto con el Parque Namib-Naukluft, tiene una superficie de 107 540 km2 (41 520 mi2).
El parque se extiende desde el delta del Kuiseb, al sur de Walvis Bay, al norte hasta el río Ugab y al oeste desde el Océano Atlántico hasta lo que era antes la Zona de Recreo Turístico de la Costa Oeste Nacional. Unas 75 especies de aves acuden a esta costa, con casi 1,6 millones de aves registradas en la costa.

## Historia
Antes de que el parque fuera declarado parque nacional, como parte del intento más amplio de crear una zona costera continua protegida, se denominó «Reserva Natural de Walvis Bay», dependiente del Departamento de Conservación de la Naturaleza del Cabo. Después de que Namibia se convirtió en un país independiente, la reserva pasó a formar parte del territorio namibio como parte del enclave de Walvis Bay. Hubo una propuesta de nombrar la reserva como Parque Nacional de Walvis Bay que resultó infructuosa y finalmente la parte central de la zona costera se denominó «Parque Nacional Dorob». Si bien se incluyen la laguna de Walvis Bay, un sitio Ramsar, y el cinturón de llanuras de dunas y grava que se encuentra entre los ríos Swakop y Kuiseb al oeste del Parque nacional de Namib-Naukluft, se excluyen Swakopmund, Henties Bay y Wlotzkasbaken. Otras exclusiones son una línea de ferrocarril, ciertas reservas de carreteras de rutas principales y secundarias, algunas carreteras de distrito, así como ciertas granjas.
National Geographic dijo en junio de 2011 que 

con la creación del Parque Nacional Dorob en diciembre de 2010, la línea costera desde el río Kunene en la frontera angoleña hasta el río Orange en la frontera sudafricana era una barrera casi sólida de parques. Todas las piezas estaban en su lugar para lo que eventualmente podría designarse como el Parque Nacional de la Costa de Namibia -el Parque Nacional de la Costa de los Esqueletos- un único megapunto costero.

La autopista Trans-Kalahari pasa a través del parque y hay varios pueblos mineros, pesqueros e industriales situados en esta ruta.
Se ha alegado que el rodaje en el parque en 2012 para la secuela de Mad Max de Fury Road causó un daño significativo al hábitat del parque.

## Vida silvestre

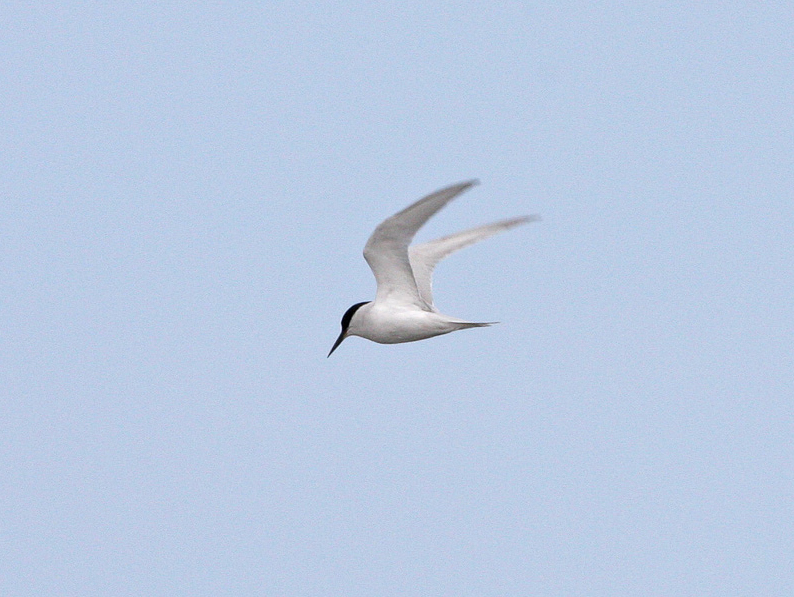
El charrán de Damara (Sternula balaenarum) en el parque

Este parque tiene "un espectacular cinturón de dunas costeras, vastas llanuras de grava, la zona costera más rica de Namibia para las aves, una rica diversidad botánica y grandes sistemas fluviales efímeros y sus desembocaduras". La línea costera central de 1600 km (990 mi), que incluye el Parque Nacional Dorob, es una zona de desierto hiperárido. Unas 75 especies de aves acuden a esta costa, con cerca de 1,6 millones de aves registradas en la costa. Por lo tanto, BirdLife International ha incluido el parque en la categoría de Área de Importancia para las Aves. El charrán de Damara, (Sternula balaenarum), una especie de golondrina de mar de la familia Sternidae, un ave marina en reproducción que es endémica de Namibia, se considera una especie emblemática de la zona costera, y se encuentra en el parque, aunque los individuos que no se reproducen migran al norte en invierno. Algunos de los campos de líquenes también forman parte de este entorno protegido.

## Medidas de conservación
Si bien se permite el turismo y las actividades deportivas y recreativas en (zonas no sensibles), el objetivo básico de la declaración del parque nacional es aplicar medidas de conservación. Para mantener este objetivo, se han elaborado varias leyes y directrices. Las leyes son particulares para el turismo y las actividades deportivas y recreativas.
Está prohibido que las aeronaves propulsadas vuelen por debajo de la altitud de 1 km (0,62 mi) a menos que participen en la secuencia de despegue o aterrizaje. Se prohíben todas las actividades comerciales, de construcción y de competición dentro del parque, a menos que el organizador haya obtenido previamente un permiso en forma de autorización del «Ministerio de Medio Ambiente y Turismo». Se prohíbe expresamente alimentar, contener, cazar, perseguir, herir o matar a cualquier animal, así como destruir o recoger cualquier objeto que se considere que tiene "interés botánico, zoológico, geológico, arqueológico, histórico o cualquier otro interés científico".
En cuanto al aspecto de la gestión de este parque único, el coordinador del proyecto de Conservación y Gestión de la Costa de Namibia (NACOMA), Rod Braby, ha declarado que 

El Parque Nacional Dorob se gestiona como un gran sistema abierto con conexiones a las zonas marinas, costeras y escarpadas. Y el parque se gestiona para prevenir y reducir al mínimo los daños a hábitats importantes, procurando al mismo tiempo la salud a largo plazo, la productividad y la adaptación al cambio climático.

Como se permite el uso del parque con fines turísticos y recreativos en zonas restringidas únicamente, el parque se ha dividido en zonas. Las zonas identificadas son: Lugares de cría del charrán de Damara, llanuras de grava, zonas importantes para las aves, el delta del Kuiseb, el Sandwich Harbour, el río Swakop, el delta del Tsumas, la laguna de Walvis Bay, zonas para la observación de aves y campos de líquenes.